# Plagiochila gasongorii
Plagiochila gasongorii là một loài rêu trong họ Plagiochilaceae. Loài này được Gola mô tả khoa học đầu tiên năm 1914.